# İdobay Müzik
İdobay Müzik is een Turkse platenmaatschappij die vooral arabeskmuziek uitbrengt.
Het bedrijf is eigendom van İbrahim Tatlıses. Het is de opvolger van de platenmaatschappij Tatlıses Müzik van de zanger. De naam İdobay is een combinatie van İdo (de bijnaam van İbrahim Talıses' zoon İbrahim) en het eerste deel van de naam Bayar, wat de achternaam van de broers Burhan en Uğur is.